# Carl Biddiscombe
Carl Francis Biddiscombe (* 22. Juni 1924 in Saint John, New Brunswick; † 4. November 2000 in Laguna Niguel, Kalifornien) war ein kanadischer Szenenbildner.

## Leben
Carl Biddiscombe begann seine Karriere als Szenenbildner 1959 in der Fernsehserie Johnny Ringo. In der Folge war er für mehrere Serien aktiv, darunter Westlich von Santa Fé und Perry Mason oder auch in den Science-Fiction-Serien Raumschiff Enterprise und Invasion von der Wega. Später war er für Serien wie Mannix, Cannon, Die Straßen von San Francisco oder Trapper John, M.D. tätig. Ab Ende der 1960er Jahre wirkte er auch bei Spielfilmen mit. Zunächst nicht als Hauptverantwortlicher wie in Gaily, Gaily, Tora! Tora! Tora! oder Wie ein wilder Stier, wo er nicht im Abspann erwähnt wurde. Dies änderte sich aber mit dem Film Der Bucklige vom Horror-Kabinett. Weitere Filme unter seiner Verantwortung waren unter anderem Unsere Lassie, Ich glaub’ mich knutscht ein Elch!, Die Kadetten von Bunker Hill, UFOria oder Blind Date – Verabredung mit einer Unbekannten.

## Filmografie (Auswahl)
- 1959: Johnny Ringo (Fernsehserie, Folge 1x07)
- 1959–1960: Westlich von Santa Fé (The Rifleman, Fernsehserie, 33 Folgen)
- 1960: Josh (Wanted: Dead or Alive, Fernsehserie, Folge 2x18)
- 1961: Abenteuer unter Wasser (Sea Hunt, Fernsehserie, 8 Folgen)
- 1961: Sprung aus den Wolken (Ripcord, Fernsehserie, Folge 1x00)
- 1963–1966: Perry Mason (Fernsehserie, 74 Folgen)
- 1966: Raumschiff Enterprise (Star Trek, Fernsehserie, 8 Folgen)
- 1967: Invasion von der Wega (The Invaders, Fernsehserie, 16 Folgen)
- 1967–1968: Süß, aber ein bisschen verrückt (That Girl, Fernsehserie, 30 Folgen)
- 1969: Gaily, Gaily
- 1969–1970: Mannix (Fernsehserie, 12 Folgen)
- 1970: Tora! Tora! Tora!
- 1970–1971: Dan Oakland (Dan August, Fernsehserie, 10 Folgen)
- 1971–1972: Cannon (Fernsehserie, 24 Folgen)
- 1972: Die Straßen von San Francisco (The Streets of San Francisco, Fernsehserie, 8 Folgen)
- 1973: Der Bucklige vom Horror-Kabinett (Terror in the Wax Museum)
- 1973–1975: Barnaby Jones (Fernsehserie, 28 Folgen)
- 1978: Unsere Lassie (The Magic of Lassie)
- 1979: Trapper John, M.D. (Fernsehserie, 3 Folgen)
- 1980: Wie ein wilder Stier (Raging Bull)
- 1981: Ich glaub’ mich knutscht ein Elch! (Stripes)
- 1981: Die Kadetten von Bunker Hill (Taps)
- 1982: Seven Brides for Seven Brothers (Fernsehserie, Folge 1x01)
- 1985: UFOria
- 1987: Blind Date – Verabredung mit einer Unbekannten (Blind Date)

## Auszeichnungen
Carl Biddiscombe war zweimal für den Oscar nominiert, beide Male in der Kategorie Bestes Szenenbild.
- 1970 für Gaily, Gaily zusammen mit Edward G. Boyle, Robert F. Boyle und George B. Chan
- 1971 für Tora! Tora! Tora! zusammen mit Richard Day, Taizô Kawashima, Norman Rockett, Walter M. Scott, Jack Martin Smith und Muraki Yoshirō